# 태극기 휘날리며 (텔레비전 프로그램)
《태극기 휘날리며》는 SBS TV에서 방영되는 텔레비전 프로그램이며 2010년 5월 16일부터 2010년 7월 4일까지 방영되었다.

## 방송 시간
- 2010년 5월 16일 일요일 저녁 5시 5분
- 2010년 5월 23일 일요일 저녁 7시
- 2010년 5월 30일 일요일 저녁 7시
- 2010년 6월 6일 일요일 저녁 6시 50분
- 2010년 6월 12일 토요일 오후 4시 40분
- 2010년 6월 13일 일요일 저녁 5시 50분
- 2010년 6월 20일 일요일 저녁 5시
- 2010년 6월 27일 일요일 저녁 6시 40분 (약 80분간)
- 2010년 7월 4일 일요일 저녁 6시 50분 (약 70분간)

## 출연진

### MC 군단
- 이휘재
- 김민준
- 이영은
- 이특 (슈퍼주니어 멤버)
- 나르샤 (브라운 아이드 걸스 멤버)
- 정진운 (2AM 멤버)
- 황현희
- 장윤정
- 김현아 (포미닛 멤버)
- 박현빈
- 박문성 (SBS 축구 해설위원)

### 특별 출연
- 원더걸스, 2PM, 카라, 김종국, 하하, 리쌍, 이은미, 주현미, 비스트 (제8회 코리안 뮤직 페스티벌 가수들, 1회 방송분)
- 이소연 (카이스트 박사, 2회 방송분)
- 김용림, 김영철, 남상미, 남규리 (드라마 인생은 아름다워 출연 배우, 3회 방송분)
- 김병지 (4회 방송분)
- 최순호 (4회 방송분)
- 김정남 (프로축구연맹 부회장, 5회 방송분)
- 기성용 선수의 가족 (5회 방송분)
- 김남일 선수의 가족 (5회 방송분)
- 브로닌 멀렌의 가족 (남아공 거주민, 8회 방송분)
- 브로닌 멀렌 (남아공 거주민, 9회 방송분)
- 차범근 (축구 감독 및 축구 해설위원, 5~9회 방송분)
- 내레이션 : 김영철

## 장소
- 군산휴게소 (1회 방송분)
- 해남 땅끝마을 (1회 방송분)
- 어란진 초등학교 (1회 방송분)
- 미국 로스앤젤러스 헐리웃 볼 (1회 방송분)
- 대전 한밭여자중학교 (2회 방송분)
- KAIST (2회 방송분)
- 사직 야구장 (2회 방송분)
- 제주특별자치도
  - 제주국제공항 (3회 방송분)
  - 인생은 아름다워 촬영지 (3회 방송분)
  - 제주 해녀장 (3회 방송분)
- 수원 월드컵 경기장 (4회 방송분)
- 강원 FC 훈련장 (4회 방송분)
- 독도 (4회 방송분)
- 연세대학교 (5회 방송분)
- 대한축구협회 (5회 방송분)
- 기성용 & 김남일댁 방문 (5회 방송분)
- 서울 월드컵 경기장 (5회 방송분)
- 인천국제공항 (5~6회 방송분)
- 남아프리카 공화국 (이하 남아공)
  - 포트엘리자베스 넬슨만델라베이 경기장 (그리스전 경기, 6회 방송분)
  - 요하네스버그 사커 시티 (아르헨티나전 경기, 7회 방송분)
  - 더반 모세스 마비다 경기장 (나이지리아전 경기, 8회 방송분)
    - 포트엘리자베스 번지점프 (낙하 길이가 216m로 세계에서 제일 긴 블로우크랜스 번지점프대, 9회 방송분)

  - 포트엘리자베스 넬슨만델라베이 경기장 (우루과이전 경기, 9회 방송분)

## 음반
| #  | 제목                                 | 재생 시간 |
| -- | ------------------------------------ | --------- |
| 1. | 〈골이요〉 (태극기 휘날리며)         | 3:15      |
| 2. | 〈골이요 (Inst.)〉 (태극기 휘날리며) | 3:15      |

## 같이 보기
- 남자의 자격 - 죽기 전에 해야 할 101가지
- 2010년 FIFA 월드컵
- 대한민국 축구 국가대표팀
- SBS